# Shahrestān-e Chālūs
Shahrestān-e Chālūs (persiska: شهرستان چالوس, چالوس) är en delprovins (shahrestan) i Iran.   Den ligger i provinsen Mazandaran, i den norra delen av landet, 90 km norr om huvudstaden Teheran.
Delprovinsen hade 116 542 invånare 2016.